# Giovani Freitas
Giovani Eustáquio de Freitas (Belo Horizonte, 26 de março de 1971) é um jogador de Voleibol paralímpico brasileiro.
O atleta iniciou sua prática esportiva no basquetebol como um dos melhores jogadores brasileiros da categoria, mas foi no voleibol sentado que viveu suas maiores conquistas. Giovani atuando na equipe paulista do Cruz de Malta, equipe patrocinada pela Nossa Caixa, e que era a base da Seleção Brasileira de Voleibol Sentado, conquistou a medalha de ouro nos Jogos Parapan-americanos de 2007, no Rio de Janeiro e em 2011, o bi no parapan-americano em Guadalajara, novamente sobre os Estados Unidos.
Em 2013, o atleta Giovani Freitas defendeu as cores do voleibol sentado da equipe CPSP Tovs de São Paulo. Em 2018/19 o atleta atua na equipe da UNILEHU/IPP de Curitiba.  
Giovani possui suas pernas até a altura dos joelhos e sua deficiência física é de nascença, causada pelo uso do medicamento talidomida. Durante a gravidez sua mãe usou o medicamento, sem saber que poderia causar problemas ao filho.